# Departamentul Arlit
Departamentul Arlit este un departament din  regiunea Agadez, Niger, cu o populație de 95.524 locuitori (2001).